# Vivianne Crowley
Vivianne Crowley é uma escritora, professora universitária, psicóloga e terapeuta inglesa, que foi, para além disso, Alta Sacerdotisa Wiccan. Como professora catedrática, costuma dar palestras sobre a psicologia da religião no King's College de Londres, da Universidade de Londres. É, também, professora assistente no Union Institute, em Cincinnati, Ohio. No entanto, é mais conhecida pelos seus best-sellers, que dão a conhecer a tradição wiccan, traçando pontes entre a Antiga Religião e as religiões mais praticadas hoje em dia.

## Biografia

### Infância
De descendência irlandesa, Vivianne Crowley cresceu na região de New Forest - local com um grande historial ligado à feitiçaria e ao folclore (aliás, foi nessa mesma zona, que Gerald Gardner e Sybil Leek deram os primeiros passos na Bruxaria), facto que influenciou, com certeza, a sua relação com a Wicca.
Embora tenha frequentado escolas católicas e protestantes (que lhe deu uma outra compreensão da existência de diferentes religiões e tradições espirituais), Vivianne foi desperta para o mundo oculto, muito cedo, pela própria mãe que, por ser portadora de uma incrível habilidade psíquica, alertava-a para um outro mundo que estava além dos cinco sentidos.
As distracções infantis passavam por estar em harmonia com a Mãe-Natureza, em equilibrar as suas energias - provenientes das árvores, da terra e da mudança de estação. Vivianne vivia num mundo encantado. A partir dos seu oitavo aniversário, a menina começou a testar e a praticar as suas capacidades mágicas, aprendendo sozinha a leituras das cartas do Tarot e exemplificando-as com os seus colegas de escola.

### Pré-adolescência
Por volta dos seus onze anos, e influenciada pelos artigos noticiosos sobre Gerald Gardner e de Alex Sanders, Vivianne sucumbiu à curiosidade e começou a pesquisar assuntos abarcados pela Bruxaria. Das suas leituras e interpretações do que via/ouvia no meios de comunicação social, Vivianne chegou a formar o seu próprio conventículo (no recreio da escola, com as suas colegas mais chegadas) e a proceder um espécie de ritual de iniciação.
Todas estas experiências infantis/juvenis contribuíram para que, aos catorze anos, Vivianne quisesse passar por um ritual de iniciação, pois começara a compreender muito mais do que uma arte prática, que visava ajudar as pessoas através de ervas e simpatias de cura, a Bruxaria tinha, na verdade, um carácter espiritual, no qual a mulher assumia um papel de destaque.
Ainda que gradual, esta descoberta entusiasmou-a a escrever uma carta, pouco tempo depois, para o conventículo de Alex e Maxine Sanders que responderam ter de esperar pela maioridade para receber a iniciação desejada.

### Início de vida adulta
Assim o fez: despediu-se de New Forest para ingressar no curso de Psicologia na Universidade de Londres. Assim que completou os ansiados dezoito anos, Vivianne recandidatou-se e conseguiu uma das vagas do conventículo dos Sanders. Todavia, em 1973, o matrimónio de Alex e Maxine Sanders findou, provocando, consequentemente, uma série de mudanças no conventículo de Londres. Insatisfeita, Vivianne não se adaptou a essas mudanças acabando por substituir esse conventículo por outro de ensinamentos gardnerianos.

### Vida a dois
Alguns anos depois, Vivianne conheceu Chris, com o qual se casou a 1979. Na altura em que se conheceram, Chris não revelou muito interesse sobre a tradição wiccan. Porém, com os ensinamentos da sua esposa, apreendeu e assumiu essa nova doutrina, acabando por se iniciar na Arte. O conventículo formado por este casal - que ainda hoje se mantém no activo - foi/é fundamental para a disseminação dos ensinamentos wiccans e, com isso, proporcionaram a muitas pessoas (da Grã-Bretanha, Europa Continental e Estados Unidos) a criação dos seus próprios conventículos da mesma linhagem.

### Importância para o Neo-Paganismo
Em 1988, devido à falta de espaços para o ensino público da bruxaria e já com um surpreendente número de pessoas interessadas em frequentá-lo, Vivianne funda o Wicca Study Group, em Londres. O centro de estudos teve tanto sucesso que foi, mais tarde, expandido para a Alemanha e América do Norte. Nesse mesmo ano, torna-se secretária da Federação Pagã e o seu marido Chris tesoureiro (que mais tarde viria a assumir o cargo de presidente).
Em 1989, é publicado o seu primeiro livro: Wicca: The Old Religion in the New Age, do qual obteve um excelente feedback da parte do público . Aliás, é considerado um dos gurus da literatura sobre a Wicca. [Em 1996, a propósito de uma revisão, este livro passou a intitular-se: Wicca: The Old Religion in the New Millennium].
Para além de ter sido o primeiro livro de Vivianne, foi dos que lhe deu mais fama, pois clarifica muitos dos tabus envoltos nesta tradição, evidenciando a personalidade espiritual e criativo da mesma. Outras obras literárias que se destacam são: Phoenix from the Flame and Pagan Spirituality in the Western World (1994), Principles of Paganism (1996), Principles of Wicca (1997), Principles of Jungian Spirituality (1998) e Celtic Wisdom: Seasonal Festivals and Rituals (1998). 
Vivianne Crowley tem dado muitas e importantes contribuições para a Wicca e para outras tradições neo-pagãs, contribuiu para a sua divulgação e tem vindo a estabelecer fortes redes a nível mundial, desde a Europa às Américas. Como recompensa da sua dedicação, as tradições neo-pagãs são agora alvos de estudos académicos e reconhecimento inter-religioso.

## Livros publicados
- 1989: Wicca: The Old Religion in the New Age (revisto em 1996, passando a intitular-se Wicca: The Old Religion in the New Millennium ISBN 978-0722532713
- 1994: Phoenix from the Flame: Pagan Spirituality in the Western World ISBN 978-1855381612
- 1996: Principles of Paganism ISBN 978-1855385078
- 1998: Principles of Wicca ISBN 978-0722534519
- 1998: Principles of Jungian Spirituality: The Only Instruction You'll Ever Need ISBN 978-0722535783
- 1998: Celtic Wisdom: Seasonal Festivals and Rituals ISBN 978-0806970561
- 2003: The Goddess Book of Days ISBN 978-1843336235